# Oulujärvi

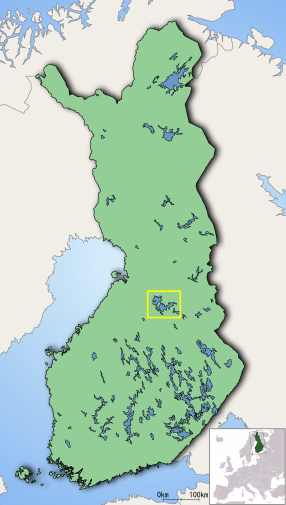
La posizione del lago in Finlandia

L'Oulujärvi è il quinto dei laghi più vasti della Finlandia, con una superficie di 930 km². È situato nella regione centro-settentrionale del paese e ha come emissario l'Oulujoki, che scorre verso nord-ovest dal lago al golfo di Botnia.
Circa il 40% del lago appartiene al comune di Vaala.